# Яніна Лісовська
Яніна Костянтинівна Лісовська (нім. Janina Lissovskaia) — російська і німецька акторка театру і кіно, театральна режисерка, викладачка акторської майстерності.

## Біографія
Яніна Лісовська народилася в 17 вересня 1961 року в артистичній сім'ї. Батько — класичний тенор, соліст Московської державної філармонії, співав на сценах відомих театрів світу.
У 1982 році закінчила школу-студію МХАТу. Грала на сцені Центрального дитячого театру, потім на підмостках МХАТу.
Знялася в багатьох кінофільмах, працювала на радіо. Найвідоміша роль акторки — Людка у фільмі Володимира Меньшова «Любов і голуби». Лісовська казала, що саме «Любов і голуби» є її улюбленою картиною: «Таке задоволення від результату роботи акторська доля дарує нечасто».
Кар'єра Лісовської розвивалася успішно. Вона регулярно знімалася в кіно, грала головні ролі у МХАТі. Крім того, працювала на радіо. За її участю були поставлені радіоспектаклі: «Піноккіо», «Завтра була війна», «Собор Паризької богоматері», «Три мушкетери», «Дванадцять стільців», «Золоте теля» і багато інших.
За час проживання в Німеччині знялася в німецьких фільмах «Таторт. Сліди війни», «Що живе у Рейну», «Приземлення на Місяць», «Рандеву», «Ластівчине гніздо» (Das Schwalbennest, 2004).
Одна з останніх робіт — роль Людмили Балкаєвої у фільмі режисера Тіля Ендемана (Till Endemann) — «Політ уночі — катастрофа над Юберлінгеном» (Flug in die Nacht — Das Unglück von Überlingen) про катастрофу башкирського лайнера над Боденським озером 1 липня 2002 року.
Як режисерка поставила понад 10 вистав: «Маленький Мук», «Руслан і Людмила», «Ревізор», «Чарівник смарагдового міста», «Подорож Нільса з дикими гусьми», «Снігова королева», «Дітям до шістнадцяти».
Займається викладацькою діяльністю: в двох театральних школах Фрайбурга вона навчає студентів акторської майстерності. Живе в Ганновері.
Одружена з німецьким актором театру і кіно Вольфом Лістом (Wolf List). Має доньку Василісу.

## Радіоспектаклі
- «Піноккіо»
- «Завтра була війна»
- «Собор Паризької Богоматері»
- «Три мушкетери»
- «Дванадцять стільців»
- «Золоте теля»
- «Малюк»

## Режисерські роботи
- «Маленький Мук»
- «Руслан і Людмила»
- «Ревізор»
- «Чарівник смарагдового міста»
- «Подорож Нільса з дикими гусьми»
- «Сніжна королева»
- «Дітям до шістнадцяти»

та ін.

## Фільмографія
В Росії
- 1982 — Не хочу бути дорослим — Марина, подруга Світлани
- 1983 — Ворота в небо
- 1983 — Озирнись! — Лена
- 1983 — Привіт з фронту — Клавдія
- 1984 — Найкращі роки
- 1984 — Любов і голуби — Людка
- 1985 — Польова гвардія Мозжухіна — Галя
- 1985 — Людина з акордеоном — епізод
- 1986 — За Ветлугою-рікою — Лена
- 1986 — Наш черга, хлопці! — Таня
- 1987 — Мораль Леонардо (телеспектакль) — Марія, дочка Тедді
- 1988 — Пілоти
- 1989 — Жінки, яким пощастило — Ніна Верховска
- 1990 — Діна
- 1991 — Машенька

В Німеччині
- Таторт. Сліди війни
- Що живе у Рейну
- Рандеву
- 2003 — Приземлення на Місяць (Mondlandung)
- 2004 — Ластівчине гніздо (Das Schwalbennest) — Віра
- 2005 — Посмішка глибоководних риб (Das Lächeln der Tiefseefische) — Магда
- 2009 — Політ в ночі - катастрофа над Юберлінген (Flug in die Nacht — Das Unglück von Überlingen) — Людмила Балкаєва